# Mills (Wyoming)
Pour les articles homonymes, voir Mills.
Mills est une municipalité américaine située dans le comté de Natrona au Wyoming. Elle fait partie de l'agglomération de Casper.
Lors du recensement de 2010, sa population est de 3 461 habitants. La municipalité s'étend alors sur une superficie de 2,18 milles carrés (5,65 km2), dont 0,03 milles carrés (0,08 km2) d'étendues d'eau.